# Ołeksandr Jakowlew
Ołeksandr Wołodymyrowycz Jakowlew (ukr. Олександр Володимирович Яковлєв, ur. 8 września 1957  w Kijowie) – ukraiński lekkoatleta startujący w barwach Związku Radzieckiego,  specjalista trójskoku.
Zdobył brązowy medal w trójskoku na halowych mistrzostwach Europy w 1978 w Mediolanie, przegrywając jedynie ze swym kolegą z reprezentacji ZSRR Anatolijem Piskulinem i Keithem Connorem z Wielkiej Brytanii. 
Na zawodach „Przyjaźń-84” rozgrywanych w Moskwie dla lekkoatletów z państw bojkotujących igrzyska olimpijskie w 1984 w Los Angeles zdobył srebrny medal w tej konkurencji, za innym reprezentantem ZSRR Olegiem Procenko, a przed Christo Markowem z Bułgarii. Srebrny medal zdobył również na uniwersjadzie w 1985 w Kobe.
Był brązowym medalistą mistrzostw Związku Radzieckiego w trójskoku w 1985 oraz halowym wicemistrzem ZSRR w tej konkurencji w 1978 i 1983.
Rekordy życiowe Jakowlewa:
- trójskok
  - stadion – 17,65 m (6 czerwca 1987, Moskwa)
  - hala – 17,25 m (8 lutego 1987, Penza)
- skok w dal
  - stadion – 7,98 m (11 czerwca 1986, Ostrawa)
  - hala – 8,10 m (4 lutego 1984, Kijów)